# Krakelura

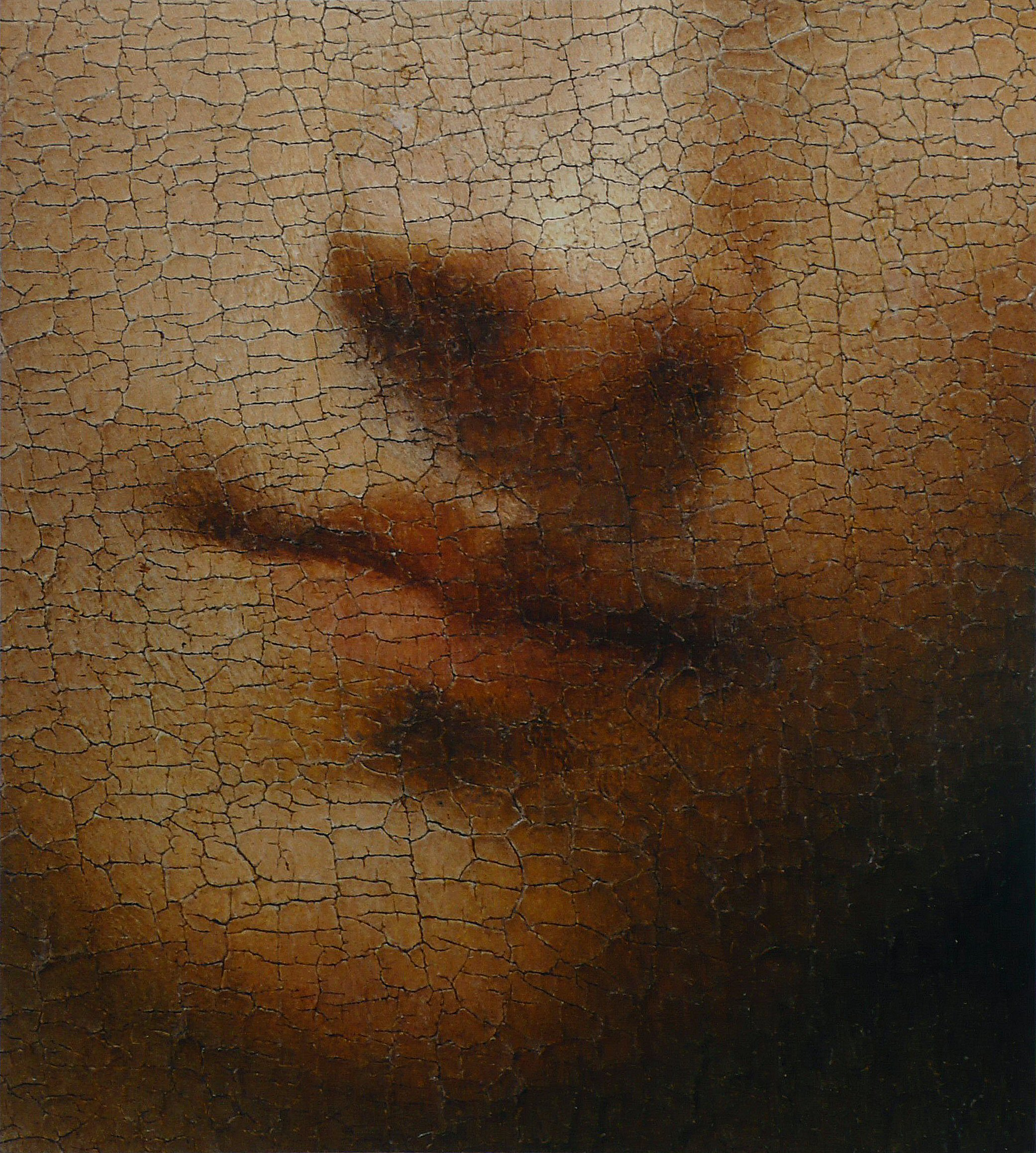
Krakelura na powierzchni obrazu

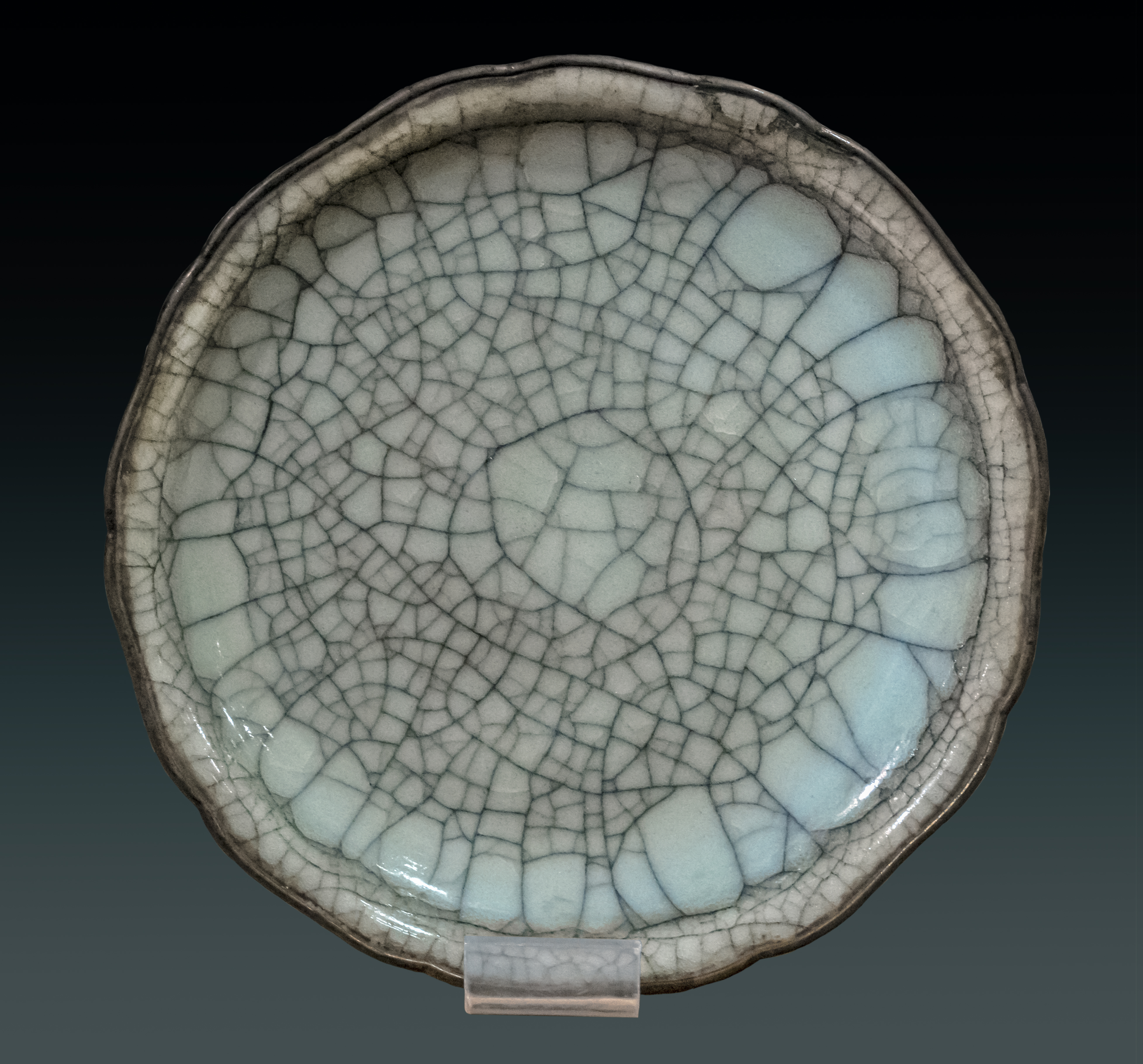
Chińska porcelana kraklowana

Krakelura (fr. craquelure) – charakterystyczna siatka spękań tworząca się na powierzchni obrazu olejnego. Może powstawać w warstwie werniksu, ale także w warstwach malarskich, a nawet w gruncie. Powstaje w wyniku upływu czasu, niewłaściwego przechowywania i działania czynników atmosferycznych bądź wskutek technicznych wad wykonania (nieprawidłowego przygotowania farb lub zaprawy). Rysunek krakelur i ich głębokość jest pomocniczym źródłem ustaleń w badaniach nad autentycznością dzieła.
Zjawisko to dotyczyć może również malarstwa temperowego, fresków, rzeźb polichromowanych, lecz także ceramiki, w której spękaniu ulega szkliwo.
W ceramice znane również jako krakle (fr. craquelé), powstające w wyniku przypadkowych defektów, starzenia się szkliwa bądź efektu wywołanego sztucznie i mającego zdobić wyroby z porcelany, fajansu lub garncarskie. Są wynikiem zróżnicowania współczynnika rozszerzalności masy naczynia i pokrywającego ją szkliwa albo zastosowania dwóch szkliw o różnych stopniach kurczliwości.
Pod względem technicznym efekt spękania w dekoracji ceramiki doprowadzili do szczególnej doskonałości Chińczycy. Rozróżniali oni m.in. rzadszą siatkę spękań (nazywaną „kleszczami kraba”) i gęściejszą („rybia ikra”). Rysunek krakelur podkreślano czasem przez nacieranie szkliwa sadzą.